# Barueri Volleyball Club 2022-2023
Questa voce raccoglie le informazioni riguardanti il Barueri Volleyball Club nella stagione 2022-2023.

## Stagione
Il Barueri Volleyball Club non utilizza alcuna denominazione sponsorizzata nella stagione 2022-23.
Partecipa alla Superliga Série A per la settima volta, classificandosi all'ottavo posto in regular season e qualificandosi ai play-off scudetto, dove viene eliminato ai quarti di finale dal Praia Clube, chiudendo quindi in ottava posizione. Viene eliminato ai quarti di finale dal Praia Clube anche in Coppa del Brasile, dove ottiene un altro ottavo posto.
A livello locale si classifica quinto nel Campionato Paulista.

## Organigramma societario
Area direttiva
- Presidente: Luiz Carlos Biazi

Area tecnica
- Allenatore: José Roberto Guimarães
- Secondo allenatore: Wágner Fernandes
- Assistente allenatore: Alexandre Gomes

Area sanitaria
- Medico: Julio Nardelli
- Fisioterapista: Fernando Fernandes

## Rosa
| N° | Nome               | Ruolo | Data di nascita   | Nazionalità sportiva |
| -- | ------------------ | ----- | ----------------- | -------------------- |
| 2  | Diana Alecrim      | C     | 22 febbraio 1999  | Brasile              |
| 3  | Maiara Basso       | S     | 3 gennaio 1996    | Brasile              |
| 4  | Carolina Leite     | P     | 15 novembre 1992  | Brasile              |
| 6  | Júlia Moreira      | L     | 10 gennaio 1999   | Brasile              |
| 7  | Ana Cecília Lopes  | S     | 25 novembre 2003  | Brasile              |
| 8  | Jheovana Sebastião | O     | 10 gennaio 2001   | Brasile              |
| 9  | Lívia Lima         | C     | 8 giugno 2003     | Brasile              |
| 11 | Luiza Sanches      | C     | 14 settembre 1999 | Brasile              |
| 12 | Larissa Besen      | C     | 2 marzo 2001      | Brasile              |
| 13 | Gabriela Carneiro  | S     | 23 aprile 2003    | Brasile              |
| 14 | Isabella de Sá     | P     | 30 agosto 2004    | Brasile              |
| 15 | Paulina de Souza   | L     | 9 luglio 1999     | Brasile              |
| 16 | Kamily de Souza    | P     | 7 giugno 2003     | Brasile              |
| 17 | Isabela Paquiardi  | S     | 4 marzo 1992      | Brasile              |
| 18 | Ana Luiza Rüdiger  | S     | 2 gennaio 2003    | Brasile              |
| 22 | Mariana Costa      | S     | 30 luglio 1986    | Brasile              |

## Statistiche

### Statistiche di squadra
| Competizione      | Punti | In casa | In casa | In casa | In trasferta | In trasferta | In trasferta | Totale | Totale | Totale |
| Competizione      | Punti | G       | V       | P       | G            | V            | P            | G      | V      | P      |
| ----------------- | ----- | ------- | ------- | ------- | ------------ | ------------ | ------------ | ------ | ------ | ------ |
| Superliga Série A | 31    | 12      | 6       | 6       | 12           | 4            | 8            | 24     | 10     | 14     |
| Coppa del Brasile | -     | 0       | 0       | 0       | 1            | 0            | 1            | 1      | 0      | 1      |
| Totale            | -     | 12      | 6       | 6       | 13           | 4            | 9            | 25     | 10     | 15     |

### Statistiche dei giocatori
| Giocatrice   | Superliga Série A | Superliga Série A | Superliga Série A | Superliga Série A | Superliga Série A |
| Giocatrice   | P                 | PT                | AV                | MV                | BV                |
| ------------ | ----------------- | ----------------- | ----------------- | ----------------- | ----------------- |
| D. Alecrim   | 22                | 199               | 132               | 53                | 14                |
| L. Besen     | 24                | 217               | 145               | 63                | 9                 |
| M. Basso     | 24                | 474               | 426               | 26                | 22                |
| G. Carneiro  | 20                | 162               | 148               | 11                | 3                 |
| M. Costa     | 22                | 227               | 189               | 27                | 11                |
| I. de Sá     | 9                 | 0                 | 0                 | 0                 | 0                 |
| K. de Souza  | 0                 | 0                 | 0                 | 0                 | 0                 |
| P. de Souza  | 23                | 0                 | 0                 | 0                 | 0                 |
| C. Leite     | 24                | 46                | 18                | 16                | 12                |
| L. Lima      | 12                | 33                | 21                | 11                | 1                 |
| A.C. Lopes   | 18                | 49                | 41                | 8                 | 0                 |
| J. Moreira   | 7                 | 0                 | 0                 | 0                 | 0                 |
| I. Paquiardi | 19                | 104               | 93                | 6                 | 5                 |
| A.L. Rüdiger | 10                | 5                 | 4                 | 0                 | 1                 |
| L. Sanches   | 6                 | 3                 | 2                 | 1                 | 0                 |
| J. Sebastião | 11                | 4                 | 4                 | 0                 | 0                 |

P = presenze; PT = punti totali; AV = attacchi vincenti; MV = muri vincenti; BV = battute vincenti

NB: Non sono disponibili i dati relativi alla Coppa del Brasile e, di conseguenza, quelli totali.